# اولا ری
اولـا رِی (انگلیسی: Ola Ray؛ زادهٔ ۲۶ اوت ۱۹۶۰) بازیگر و مدل اهل ایالات متحده آمریکا است. وی بین سال‌های ۱۹۸۰ تا ۱۹۸۷ میلادی فعالیت می‌کرد و در ژوئن ۱۹۸۰ به عنوان «پلی‌میت ماه» مجلهٔ پلی‌بوی انتخاب شد.
از فیلم‌ها یا برنامه‌های تلویزیونی که وی در آن نقش داشته است، می‌توان به تریلر مایکل جکسون، چیرز، پلیس بورلی هیلز ۲، شیفت شب، ۴۸ ساعت، ۱۰ دقیقه مانده به نیمه‌شب، مردی که زن‌ها را دوست داشت و شهر ترس اشاره کرد.